# آرش یوشیدا
آرش یوشیدا (به ژاپنی: 吉田アラシ؛ زاده ۱۱ ژانویه ۲۰۰۴) یک کشتی‌گیر سبک آزاد ژاپنی است. او برنده مدال طلا در مسابقات قهرمانی کشتی آسیا ۲۰۲۳ و مسابقات قهرمانی کشتی آسیا ۲۰۲۵ شده است.

## حرفه کشتی
یوشیدا در وزن ۹۲ کیلوگرم مسابقات قهرمانی کشتی آسیا ۲۰۲۳ با شکست دادن رضابک آیتموخان، نماینده قزاقستان با نتیجه ۴–۱۱ به مدال طلا دست یافت. در مسابقات قهرمانی کشتی آسیا ۲۰۲۵ یوشیدا دوباره با غلبه بر رضابک آیتموخان در فینال با نتیجه ۱–۷ به دومین مدال طلای مسابقات آسیایی خود دست یافت.